# Hans-Otto Göricke
Hans-Otto Göricke (* 14. Dezember 1919 in Dessau; † 11. November 2009 in Ulm) war ein deutscher Generalmajor des Heeres der Bundeswehr.

## Leben
Nach dem Abitur 1938 diente Göricke als Freiwilliger im Infanterie-Regiment 33 in Dessau. In der 2. Panzer-Division (Panzergrenadier-Regiment 2) nahm er am Frankreich-, Polen- und Balkanfeldzug sowie am Krieg gegen die Sowjetunion teil, zuletzt als Hauptmann der Reserve und Kampfgruppenadjutant in der Normandie und bei der Ardennenoffensive.
Nach dem Zweiten Weltkrieg war er kurzzeitig leitender Angestellter des familieneigenen Sägewerks in Jeber-Bergfrieden bei Dessau. 
1956 wurde er Hauptmann der Personalabteilung im Bundesministerium der Verteidigung. Von 1958 bis 1959 absolvierte er den 2. Generalstabslehrgang Heer an der Führungsakademie der Bundeswehr in Hamburg, wo er zum Offizier im Generalstabsdienst ausgebildet wurde. Danach war er G3 der Panzerbrigade 15 in Koblenz und Hilfsrefent im Führungsstab des Heeres II 1 und II 3. Von 1967 bis 1969 war er Stabsoffizier beim Generalinspekteur der Bundeswehr, anschließend Kommandeur der Panzerbrigade 36, hierauf Chef des Stabes II. Korps, stellvertretender kommandierender General. Von 1977 bis 1980 war er Befehlshaber des Territorialkommando Süd und arbeitete eng mit den französischen, amerikanischen und kanadischen Oberbefehlshabern sowie der NATO-Armeegruppe Mitte, genannt CENTAG, und den Landesregierungen des süddeutschen Raumes im Rahmen der Gesamtverteidigung zusammen.
Göricke lebte zusammen mit seiner Frau in Ulm. Er war evangelisch und hatte einen Sohn. Sein Aufsatz „Ausbildung und Erziehung in der Bundeswehr“ wurde in Ulrich de Maizières Buch „Stationen eines Soldatenlebens“ veröffentlicht.

## Auszeichnungen
- 29. Januar 1945: Deutsches Kreuz in Gold
- 1973: Verdienstkreuz 1. Klasse der Bundesrepublik Deutschland[2]
- 1980: Großes Verdienstkreuz der Bundesrepublik Deutschland